# Campeonato Paulista de Futebol de 1964 - Segunda Divisão
O Campeonato Paulista de Futebol de 1964 - Segunda Divisão foi a 11.ª edição da competição de futebol de São Paulo equivalente ao terceiro nível do futebol do estado.

## História
Esse campeonato de 1964 e que terminou em 1965 da 3.ª divisão, aconteceu um rebolo do descenso em 1965, antes da fase final do campeonato que terminou 1.º de maio.
Torneio da morte
Os clubes que ficaram em último em cada uma séries de 1964; foram: Saltense, Bandeirantes, Penapolense e o Igarapava, participaram de uma disputa para ver quem seria os dois rebaixados para a 3.ª divisão, no qual o Bandeirantes e Penapolense foram rebaixados, mas como o Igarapava e Saltense não tinham estádios dentro do exigido pela FPF e com a extinção do Bandeirantes, o São Carlos Clube ocupou o lugar deste e o Penapolense tomou o lugar da Saltense.
Jogos
- Em 14 de fevereiro de 1965 - Bandeirantes 1–1 Saltense
- Em 14 de fevereiro de 1965 - Igarapava 2–1 Penapolense
- Em 21 de fevereiro de 1965 - Igarapava 4–2 Bandeirantes
- Em 21 de fevereiro de 1965 - Saltense 2–1 Penapolense

Classificação - Pontos ganhos
- 1.º Igarapava EC - 4 pontos (permanece), mas não ficou
- 2.º AA Saltense - 3 pontos (permanece), mas não ficou
- 3.º CA Bandeirantes - 1 ponto (rebaixado), ficou e foi substituído pelo São Carlos Clube
- 4.º CA Penapolense - 0 ponto (rebaixado), ficou e disputou

Portanto, esse foi o rebolo para o descenso entre quatro clubes, dos quais dois foram rebaixados e dois permaneceram, pois os dois clubes que permaneceram, não puderam ficar por não cumprir o quesito da capacidade dos estádios, assim sendo o São Carlos Clube com a extinção do Bandeirantes, tomou o lugar o Igarapava e o Penapolense que também havia sido rebaixado, também permaneceu na terceira divisão.
Fase final
06.03.1965
CERÂMICA(SCS) 1-1 TAQUARITINGA
INTERNACIONAL(L) 1-0 ORLÂNDIA
LINENSE 3-1 VOLKSWAGEN
PIRAJU 1-0 MIRASSOL

10.03.1965
INTERNACIONAL(L) 3-0 VOLKSWAGEN
ORLÂNDIA 4-1 LINENSE
MIRASSOL 3-2 CERÂMICA(SCS)
TAQUARITINGA 4-1 PIRAJU

14.03.1965
LINENSE 2-1 MIRASSOL
ORLÂNDIA 1-0 CERÂMICA(SCS)
TAQUARITINGA 1-0 INTERNACIONAL(L)
VOLKSWAGEN 3-2 PIRAJU

17.03.1965
CERÂMICA(SCS) 1-0 VOLKSWAGEN
MIRASSOL 2-0 INTERNACIONAL(L)
LINENSE 0-1 TAQUARITINGA
PIRAJU 1-0 ORLÂNDIA

21.03.1965
INTERNACIONAL(L) 3-2 LINENSE
ORLÂNDIA 3-0 TAQUARITINGA
VOLKSWAGEN 3-0 MIRASSOL
PIRAJU 3-0 CERÂMICA(SCS)

24.03.1965
CERÂMICA(SCS) 0-3 INTERNACIONAL(L)
MIRASSOL 3-1 ORLÂNDIA
TAQUARITINGA 2-0 VOLKSWAGEN
LINENSE 0-0 PIRAJU

28.03.1965
CERÂMICA(SCS) 2-3 LINENSE
TAQUARITINGA 5-2 MIRASSOL
VOLKSWAGEN 3-2 ORLÂNDIA
INTERNACIONAL(L) 3-3 PIRAJU

04.04.1965
TAQUARITINGA 1-0 CERÂMICA(SCS)
ORLÂNDIA 6-5 INTERNACIONAL(L)
VOLKSWAGEN 3-2 LINENSE
MIRASSOL 1-1 PIRAJU

07.04.1965
VOLKSWAGEN 1-0 INTERNACIONAL(L)
LINENSE 1-0 ORLÂNDIA
CERÂMICA(SCS) 6-1 MIRASSOL
PIRAJU 4-2 TAQUARITINGA

11.04.1965
MIRASSOL 3-2 LINENSE
CERÂMICA(SCS) 3-1 ORLÂNDIA
INTERNACIONAL(L) 2-1 TAQUARITINGA
PIRAJU 6-1 VOLKSWAGEN

18.04.1965
VOLKSWAGEN 2-3 CERÂMICA(SCS)
INTERNACIONAL(L) 1-1 MIRASSOL
TAQUARITINGA 1-1 LINENSE
ORLÂNDIA 5-2 PIRAJU

25.04.1965
INTERNACIONAL(L) 2-1 CERÂMICA(SCS)
ORLÂNDIA 2-1 MIRASSOL
VOLKSWAGEN 2-3 TAQUARITINGA
PIRAJU 4-1 LINENSE

28.04.1965
LINENSE 1-0 INTERNACIONAL(L)
TAQUARITINGA 1-1 ORLÂNDIA
MIRASSOL 2-1 VOLKSWAGEN
CERÂMICA(SCS) 3-3 PIRAJU

01.05.1965
LINENSE 3-0 CERÂMICA(SCS)
MIRASSOL 1-4 TAQUARITINGA
ORLÂNDIA 3-4 VOLKSWAGEN
PIRAJU 5-1 INTERNACIONAL(L)
Classificação final
- 1.º Taquaritinga 14 08 03 03 27 21 19
- 2.º Piraju 14 07 04 03 36 24 18
- 3.º Internacional(L) 14 06 02 06 24 24 14
- 4.º Linense  14 06 02 06 22 24 14
- 5.º Orlândia 14 06 01 07 29 26 13
- 6.º Volkswagen 14 06 00 08 24 32 12
- 7.º Mirassol 14 05 02 07 21 31 12
- 8.º Cerâmica(SCS)  14 04 02 08 22 27 10

## Premiação
| Campeonato Paulista de 1964 - Segunda Divisão |
| --------------------------------------------- |
| Taquaritinga Campeão (1º título)              |